# 44.º governo da Monarquia Constitucional
O 44.º governo da Monarquia Constitucional, também conhecido como a segunda fase do 7.º governo do Rotativismo, e do 20.º desde a Regeneração, nomeado a 21 de maio de 1891 e exonerado a 17 de janeiro de 1892, foi presidido por João Crisóstomo. 
A sua constituição era a seguinte:
| Cargo                                                                                 | Detentor | Detentor                                                  | Período                                      |
| ------------------------------------------------------------------------------------- | -------- | --------------------------------------------------------- | -------------------------------------------- |
| Presidente do Conselho de Ministros                                                   |          | João Crisóstomo (1811–1895)                               | 21 de maio de 1891 a 17 de janeiro de 1892   |
| Ministro e Secretário de Estado dos Negócios do Reino                                 |          | Lopo Vaz de Sampaio e Melo (1848–1892)                    | 21 de maio de 1891 a 17 de janeiro de 1892   |
| Ministro e Secretário de Estado dos Negócios do Reino                                 |          | Mariano de Carvalho (interino) (1836–1905)                | 27 de julho de 1891 a 14 de novembro de 1891 |
| Ministro e Secretário de Estado dos Negócios Eclesiásticos e de Justiça               |          | Alberto António de Morais Carvalho (1853–1932)            | 21 de maio de 1891 a 17 de janeiro de 1892   |
| Ministro e Secretário de Estado dos Negócios da Fazenda                               |          | Mariano de Carvalho (1836–1905)                           | 21 de maio de 1891 a 17 de janeiro de 1892   |
| Ministro e Secretário de Estado dos Negócios da Fazenda                               |          | Alberto António de Morais Carvalho (interino) (1853–1932) | 23 de maio de 1891 a 9 de junho de 1891      |
| Ministro e Secretário de Estado dos Negócios da Guerra                                |          | João Crisóstomo (1811–1895)                               | 21 de maio de 1891 a 17 de janeiro de 1892   |
| Ministro e Secretário de Estado dos Negócios da Marinha e Ultramar                    |          | Júlio de Vilhena (1845–1928)                              | 21 de maio de 1891 a 17 de janeiro de 1892   |
| Ministro e Secretário de Estado dos Negócios da Marinha e Ultramar                    |          | Conde de Valbom (interino) (1819–1901)                    | 30 de julho de 1891 a 3 de setembro de 1891  |
| Ministro e Secretário de Estado dos Negócios Estrangeiros                             |          | Conde de Valbom (1819–1901)                               | 21 de maio de 1891 a 17 de janeiro de 1892   |
| Ministro e Secretário de Estado dos Negócios das Obras Públicas, Comércio e Indústria |          | João Franco (1855–1929)                                   | 21 de maio de 1891 a 17 de janeiro de 1892   |
| Ministro e Secretário de Estado dos Negócios da Instrução Pública e Belas Artes       |          | Lopo Vaz de Sampaio e Melo (interino) (1848–1892)         | 21 de maio de 1891 a 17 de janeiro de 1892   |
| Ministro e Secretário de Estado dos Negócios da Instrução Pública e Belas Artes       |          | João Franco (interino) (1855–1929)                        | 7 de julho de 1891 a 14 de novembro de 1891  |